# カンザン
カンザン (関山、学名：Cerasus Sato-zakura Group ‘Sekiyama’ Koidz.、シノニム：Cerasus serrulata ‘Kanzan’ ; Prunus lannesiana ‘Sekiyama’)はバラ科サクラ属のサクラ。オオシマザクラを基に生まれた栽培品種のサトザクラ群のサクラで日本原産のヤエザクラ。学名のシノニムにはカンザンとセキヤマの両名で登録されており、別名はセキヤマ。また明治時代には、フゲンゾウのシロフゲン（白普賢）に対してカンザンかキリン（麒麟）のどちらかがベニフゲン（紅普賢）と呼ばれていた。

## 由来
江戸時代にオオシマザクラを基に誕生したサトザクラの一種。カンザンは濃い紅色をしているが、これは意外にも花弁が白色のオオシマザクラの特質を継承していると考えられている。一般的なオオシマザクラの花弁は白いが、色素のアントシアニンの影響で稀に花弁がわずかに紅色に染まる個体があり、散り際の低温刺激でも紅色が濃くなることがある。通常の野生状態ではこのように紅色の発露が制御されているが、選抜育種の最中に突然変異が起こって紅色の個体が生まれ、ここからカンザンが誕生したと考えられている。なおケンロクエンクマガイ（別名:長州緋桜）も同じ過程でオオシマザクラから誕生したと考えられている。
明治時代に入ると社会の急速な転換により武家屋敷や神社仏閣、街路の多種の栽培品種のサクラが伐採されていき、カンザンも消滅の危機にあったが、荒川堤に植樹されたことで命脈を保ち今日につながっている。

## 特徴

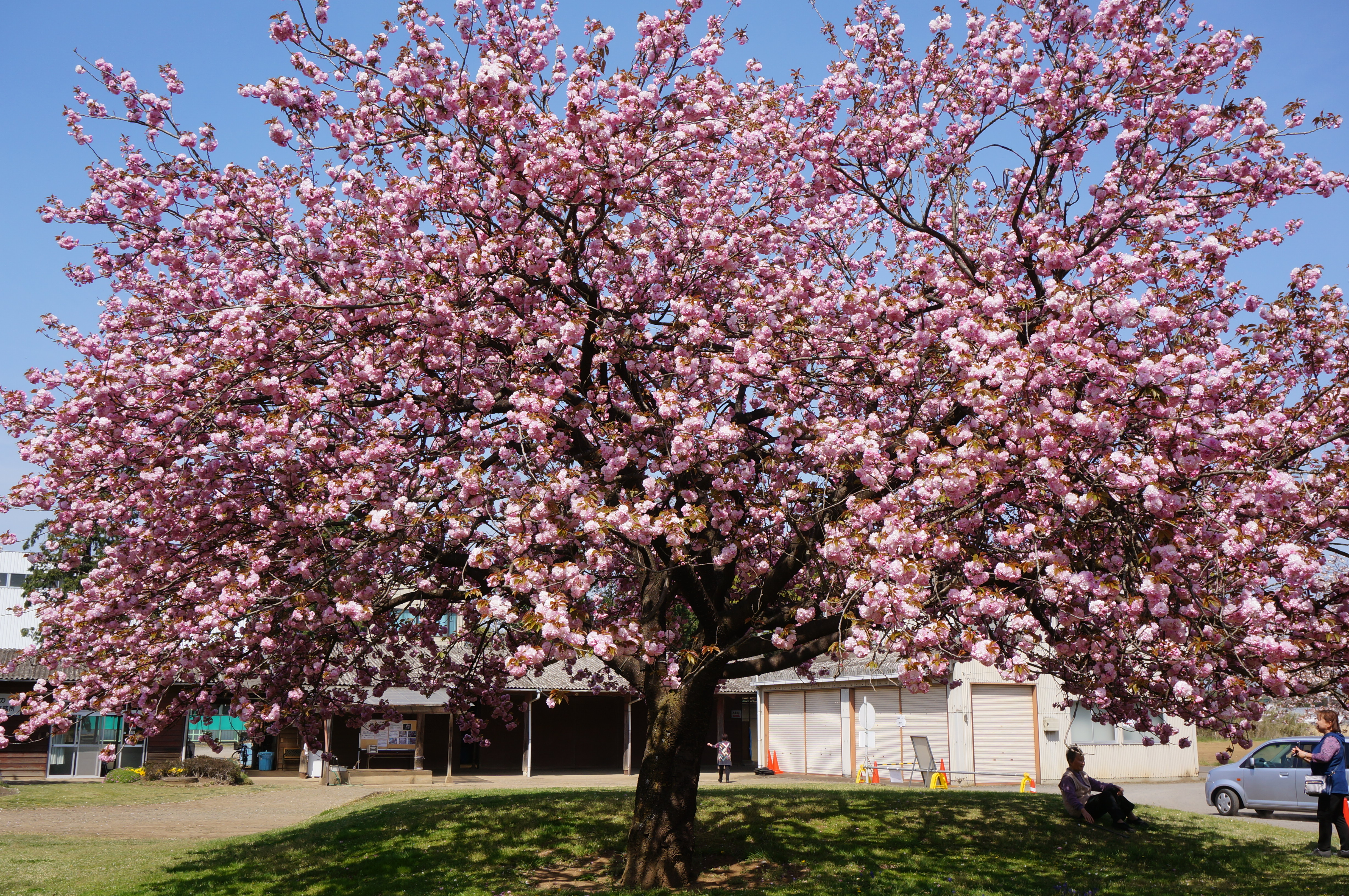
日本花の会の桜見本園にて（結城農場）

樹高は亜高木（3mから8m）から高木（8m以上）、樹形は枝が真横から徐々に上の方向へ向かっていく盃状。花は大輪で生育条件が整えば5cmを越え、八重咲きで花弁は20枚から50枚。花弁の色は濃紅色。花と葉が同時に展開し若葉が赤い。東京の花期は4月下旬で、散るまで比較的長持ちする。雌しべが2本葉化しており花の中心から突き出ている。病害虫や環境変化などに強い強健なサクラである。

## 利用

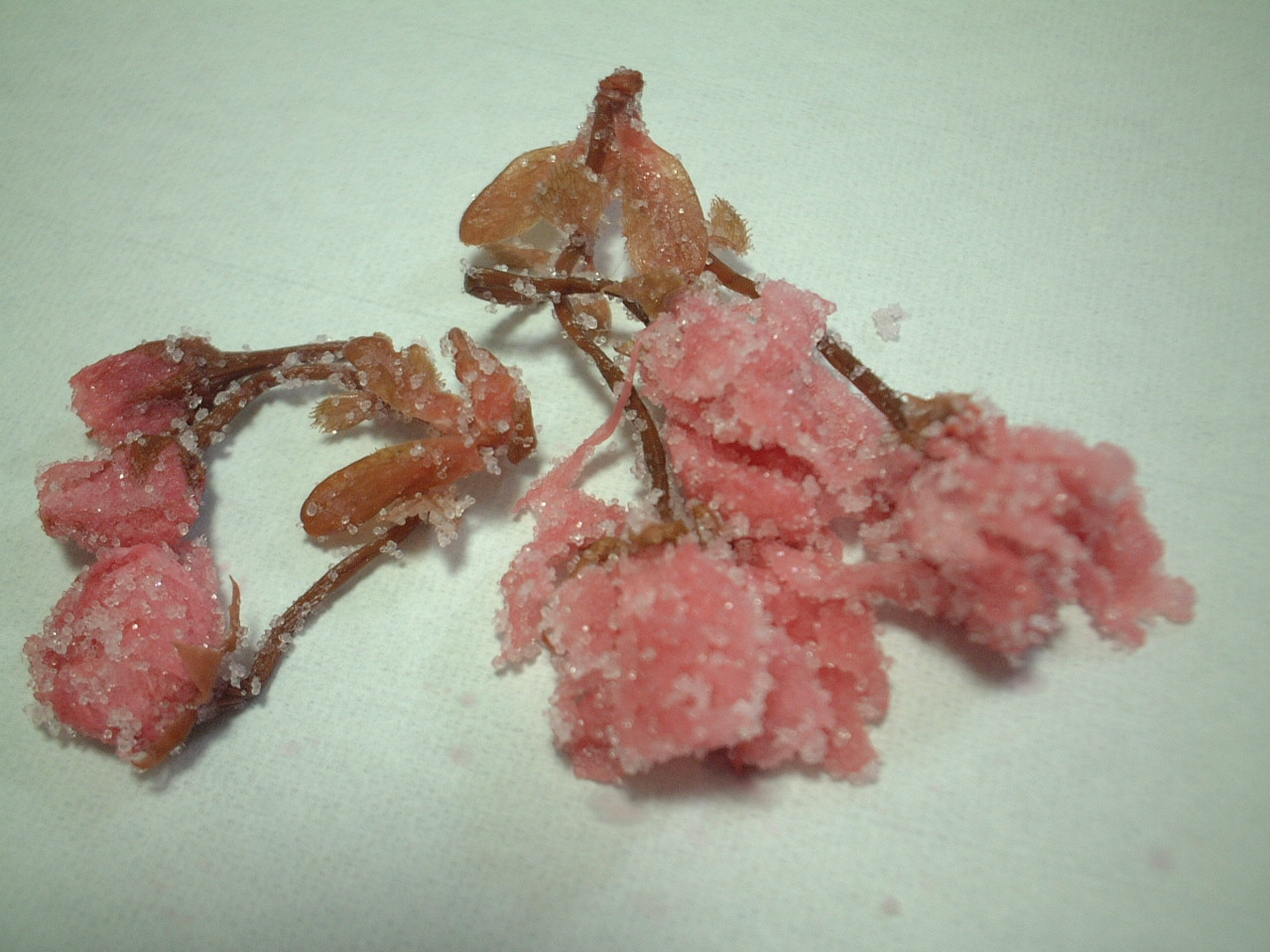
桜漬けはカンザンが原料として多く用いられる。

日本ではヤエベニシダレと並んでヤエザクラの中では最も一般的な栽培品種であり、鑑賞性の高い花色で、樹勢強健で育てやすいことから、街路樹や公園などに植栽されることが多い。また、花期の長さからソメイヨシノ等の桜が散った時期に備えて小学校などに植える事も多い。その他、日本には花を塩や白梅酢で漬けた桜漬けを食用にする利用法もあり、結納などの慶事に碗に入れて湯を注ぐと、桜湯として飲む習慣がある。

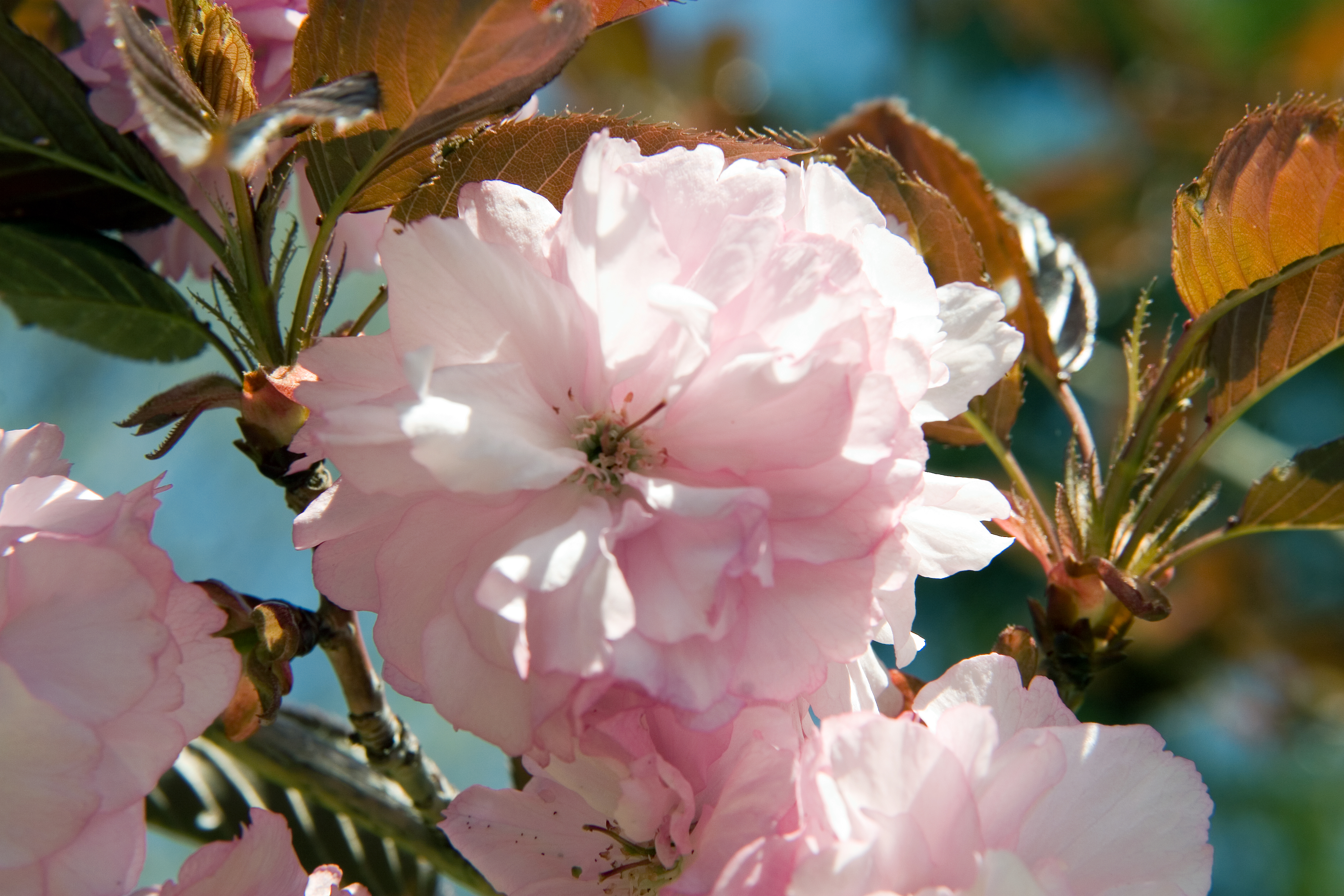
ロイヤルバーガンディー（ワシントンD.C.、国立植物園）

欧米で最も普及している日本原産のサクラであり、ソメイヨシノに比べて寒冷地でも生育が良好である事、小型で庭植えしやすい事、花が大きく花弁の濃い紅色が現地の美的感覚に合致する事から広く育てられている。ドイツのボン市内には1980年代後半にカンザンが300本植えられた桜並木があり、開花時には桜祭りが開催され、ヨーロッパの人気観光スポットになっている。欧米現地ではカンザンから派生した栽培品種が生まれており「Pink Perfection（ピンクパーフェクション）」のほか、アメリカではカンザンの枝変わりで夏季も葉が赤い「Royal Burgundy（ロイヤルバーガンディー）」が生み出されている。